# Pajaru

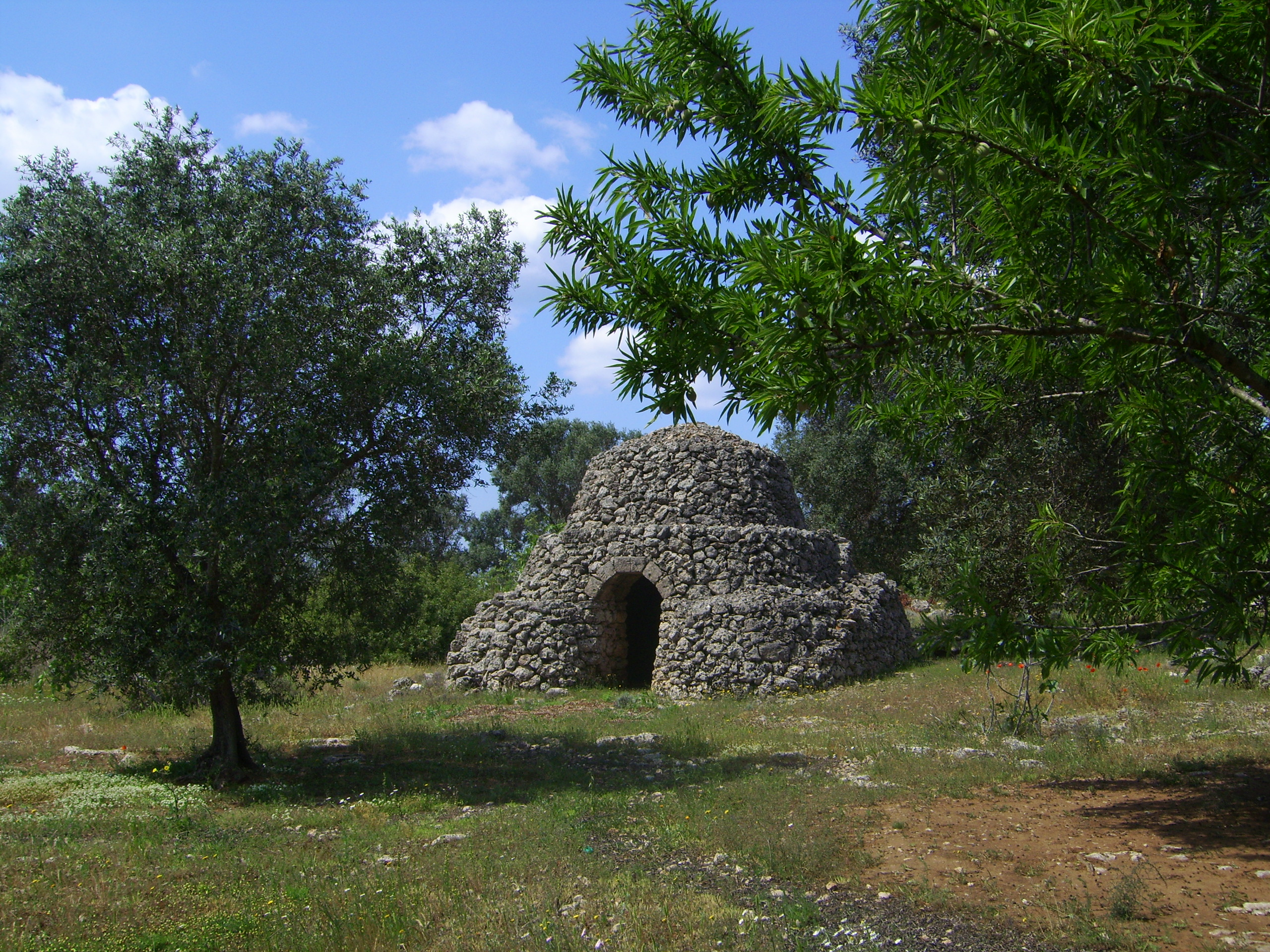
"Truddu" nei dintorni di Lizzano (TA).

La pajara, o pagghiara (basso Salento e Tarantino); non attestato, pajaru; varianti, o paiaru, o pagghiaru, o furnieddhu, furnu, truddu, chipuru, caseddhu, làmia (a seconda del luogo) è una costruzione rurale realizzata con la tecnica del muro a secco tipica del Salento.

## Tecnica costruttiva
Normalmente si tratta di costruzioni isolate nelle campagne, ma ve ne sono anche alcune che sono unite in gruppi di 2 o 3 a formare edifici più complessi. Rappresentano oggi uno degli elementi caratteristici del paesaggio salentino tanto da essere tutelate e valorizzate dalle istituzioni locali.

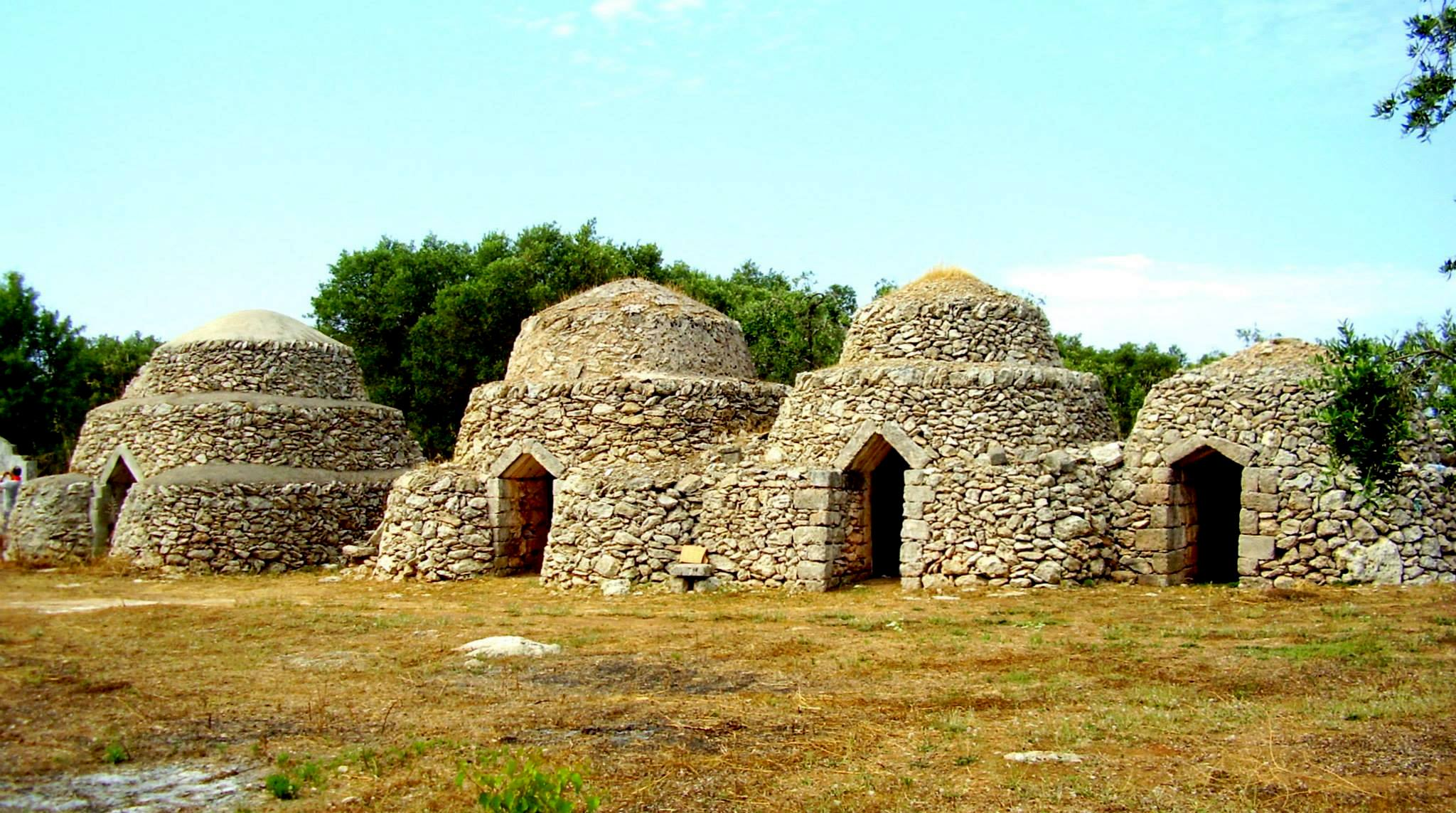
Serie di "tròdduri" nelle campagne di Maruggio (TA).

Si tratta di edifici simili ai più famosi trulli, a forma di tronco di cono, con pianta circolare o quadrangolare e costruiti con pietre ricavate dai terreni circostanti "a secco", ovvero senza l'aiuto di alcuna malta o sostegno. Le costruzioni presentano di norma un'unica camera senza finestre verso l'esterno. Hanno un notevole spessore, che assicura un ambiente interno fresco anche nei mesi più caldi. I furnieddhi venivano utilizzati come riparo momentaneo o deposito (il nome li fa ritenere originariamente depositi di paglia), ma di fatto sono stati utilizzati per gli usi più diversi, non ultimo come abitazione dei contadini durante il periodo estivo, allorché essi si trasferivano dal centro abitato per ottemperare ai lavori campestri dall'alba al tramonto. Non di rado al loro interno trovano posto rustici caminetti, cisterne e stipi incastonati nei possenti muri.

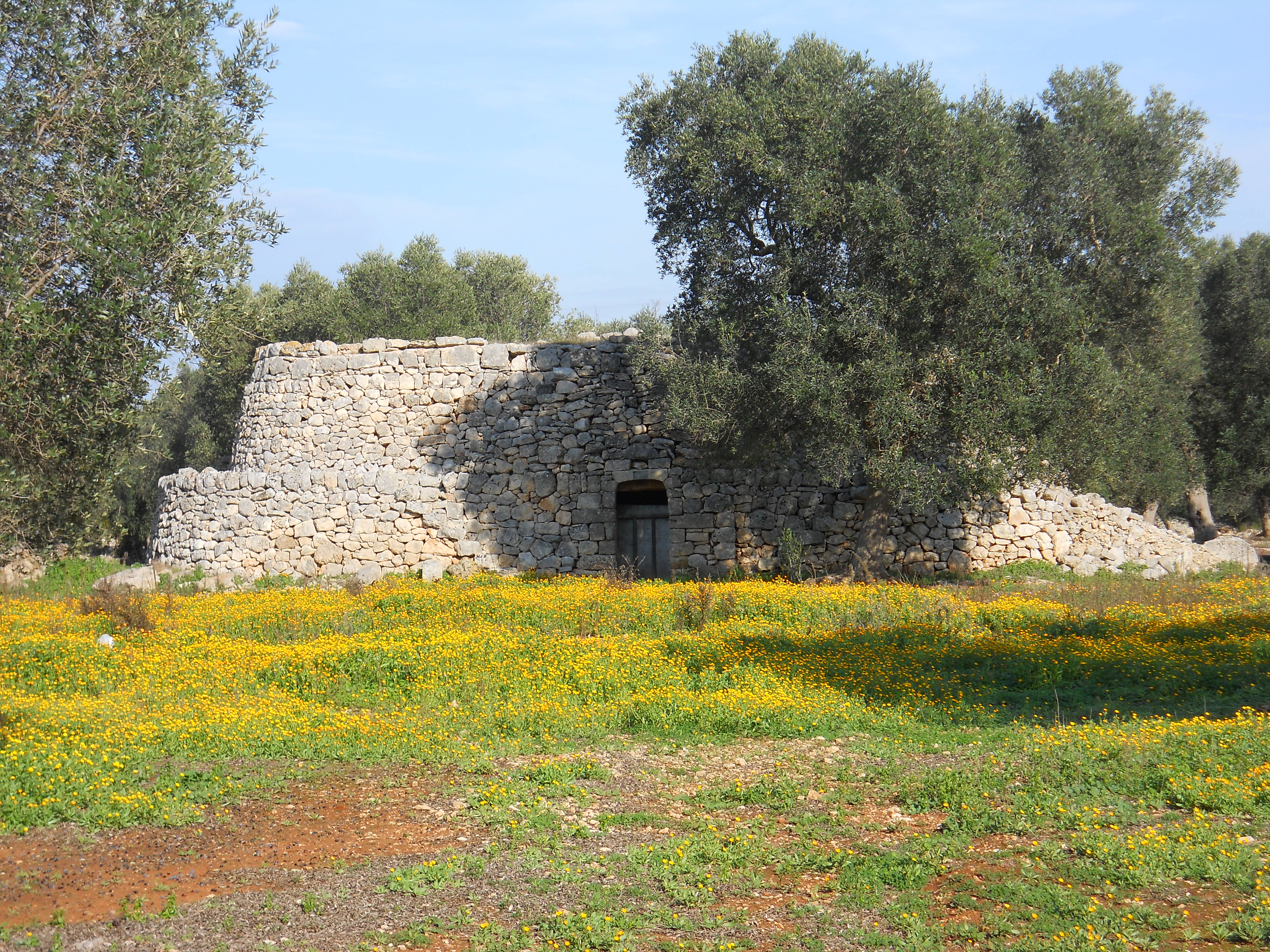
Furnieddhu

Nell'alto Salento nella zona di Maruggio, Lizzano e Torricella, il termine pajaru denota tuttavia un altro tipo di costruzione, sempre a secco ma dal tetto fatto in fasci di sparto che danno un aspetto molto simile al cottage irlandese. Quelle costruzioni che nel leccese costituiscono i furnieddhi o pajare, in quest'area vengono invece chiamate tròdduri.

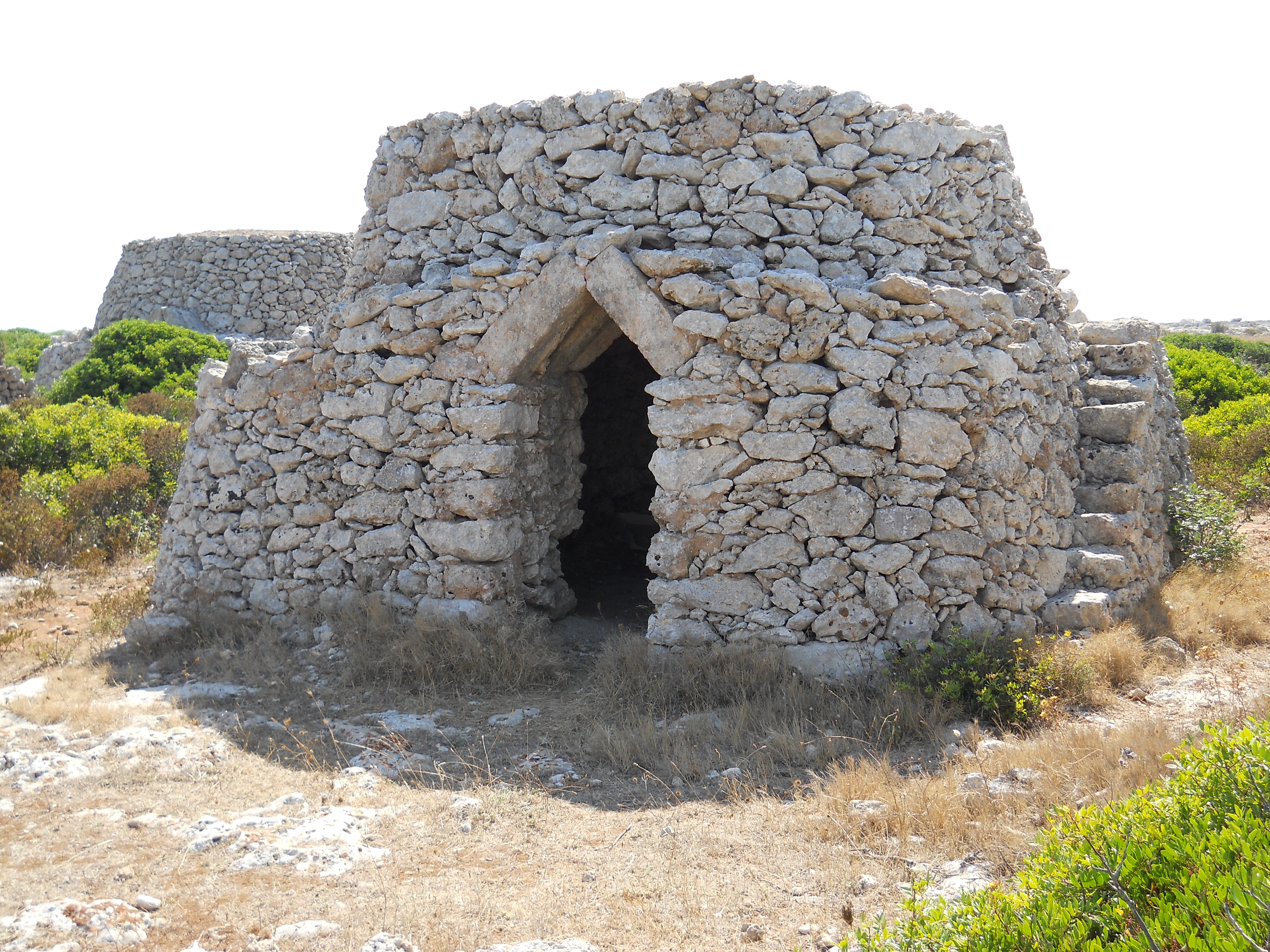
Furnieddhu in località Palude del Capitano, Nardò

## Datazione
Non si conosce con esattezza l'epoca di costruzione. Probabilmente sono stati edificati in periodi successivi a partire dal 1000 d.C. circa, in epoca bizantina, con il materiale di risulta dei lavori di dissodamento dei terreni agricoli, materiale con il quale sono costruiti anche i numerosissimi muretti a secco che recintano quasi tutte le proprietà agricole del territorio in cui si possono ritrovare, principalmente nel Salento e sull'Aspromonte nell'Italia peninsulare; sui Nebrodi, sull'Etna e sugli Iblei in Sicilia. Ma non si esclude neppure un'origine in epoca molto più antica, tra il 2000 a.C. e la fine dell'Età del bronzo , come evoluzione di costruzioni megalitiche quali le specchie (Cosimo De Giorgi); altre teorie, avvalorate dalla somiglianza con altre strutture nell'area mediterranea, vogliono la costruzione importata dall'esterno in epoche successive.

## Tipologie

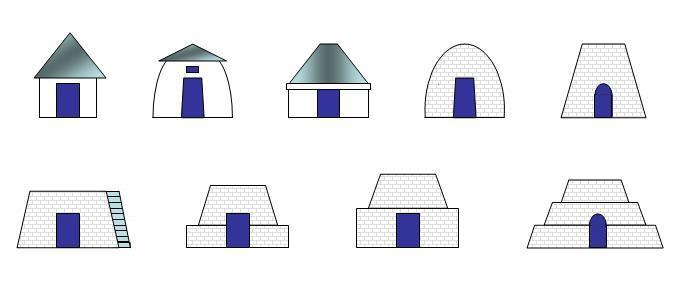
Scheda raffigurante nella fila in alto una casita, due trulli, una caciara e un nuraghe, nella fila in basso le varianti di pajare

Esistono varie tipologie di pajare, sia per dimensioni che per modalità di costruzione. Le pajare più antiche sono di norma più piccole e presentano un perimetro in pietra e una copertura realizzata con tronchi e frasche; successivamente si utilizzò esclusivamente la pietra. Alcune costruzioni presentano un anello in pietra come rinforzo alla struttura principale; quasi tutte sono dotate di una scaletta esterna per agevolare l'accesso al tetto per eventuali manutenzioni.

## Varianti: le lamie
Le làmie, o lammie, rappresentano una variante delle pajare, con una struttura a base quadrangolare o rettangolare ed una copertura fatta di lastre di pietra o tegole in terracotta.